# 大久保謙作
大久保 謙作（おおくぼ けんさく、1960年3月5日 - ）は神奈川県川崎市出身のミュージシャン、実業家。米米CLUBのベーシストでありリーダーを務める。血液型はA型。米米CLUBメンバーとしての活動は「BON（ボン）」名義で行っている。

## 来歴
1982年、文化学院在学中に在籍していた映画研究会「A-Ken」のメンバーを中心に米米CLUBを結成。ベーシスト、リーダーとして活動する。1997年に米米CLUBは解散。その後、他のミュージシャンとのセッションやユニットに参加して音楽活動を続ける。また、タレント活動も行った。2006年4月の米米CLUB再結成に伴い、再びベーシストとして活動している。
1990年代より飲食店経営、プロデュースに乗り出した実業家の一面もある。

## 人物
- 「BON」の由来は小学校の書道の時間に名前を書く際、「おおくぼけんさく」と書くべきところを「け」を書き忘れ「おおくぼんさく」と書いたことからあだ名をつけられ、現在に至る。
- 好きな音楽のジャンルはロック。特にピンク・フロイドのファン。
- 趣味は食べ歩き、ゴルフとフットサル、パソコン（特にMac）。Macに関してはファンクラブの会報誌にてコーナーを持っていた事もあった。
- たらこパスタが大好物であり、あらゆる有名店に足を運び舌鼓を打っていた。やがて、自身で納得のいく究極のたらこパスタを提供したいと考え、2016年10月6日、代官山地下グルメ街に日本初のたらこパスタ専門店｢talatala･taracco｣（タラタラ・タラッコ）を開店する[1]。

## 実業家として
- 1994年7月、渋谷区代官山町にMINAKOと共同で「Kappa due chi（カッパドゥエチ）」というイタリア料理をメインにしたレストランをオープン[注 1]。店名は、米米CLUBの略称である『K2C』をギリシア語読みにした「Κ（読み：カッパ）」「2（読み：ドゥエ）「C（読み：チ）」である[注 2]。1997年の米米CLUB解散に伴いリニューアル。7月7日より店名の頭文字をKからCに変更した。閉店したあとも「カッパドゥエチ」の屋号は飲食店事業を展開する「CAPPA DUE CHI 58 GROUP」の会社名に残っている[注 3]。
- 2016年10月6日、フードコート「代官山地下グルメ街」（「Cappa due chi」があった場所）のオープンに伴い、ダイニングカフェ「Cafe 58」（ゴッパ）、たらこパスタ専門店｢talatala･taracco｣をオープン[2]。代官山駅から徒歩1分という好立地においてリーズナブルで美味しい食事が出来ると好評であったが、2020年年頭から猛威を振るった新型コロナウイルス感染拡大の影響の煽りを受け[注 4]、同年9月6日に閉店。9月中旬より、目黒区青葉台のテイクアウト専門店「58FACTORY DIRECT」に統一された[3]。

## エピソード
- 2018年6月5日にテレビ番組『マツコの知らない世界』に「たらこパスタが好きすぎて専門店を開業した人」として出演した大久保が、たらこパスタに並々ならぬ拘りを持っていることを熱く語った様子を築地場外市場で魚卵専門店を営む店主が視聴し、間もなく自ら｢talatala･taracco｣に赴いた。店主は大久保とたらこ談義をしたのち「（魚卵専門店の）イートインコーナーでたらこパスタを提供したい」旨を伝えたところ、大久保は快くレシピを教え[4]、同年6月21日からメニューに加わった。大久保もその味を確かめるべく足を運んでいる[5]。
- 1997年に出演した音楽番組「電リク！BeatBox」の共演者と音楽ユニット『東京マンデーズ』を結成し、シングルとアルバムを1枚ずつリリースした（限定1000枚）。

## メディア出演

### テレビ
- bay-MX（1997年4月5日 - 9月27日、MXテレビ・bayfm共同制作）- MC。高嶋ちさ子と共演
- 電リク！BeatBox（1997年 - 1998年、MXテレビ） - 月曜日担当。MATARO、高橋里華と共演
- マツコの知らない世界 #146（2018年6月5日、TBSテレビ） - 「たらこパスタが好きすぎて専門店を開業した人」として出演[6]
- あさチャン!（2019年3月26日、TBSテレビ） - 「築地が変化！生き抜く為の“最新グルメ”」特集にVTR出演[4]